# Bernard Sumner
Bernard Sumner (ur. 4 stycznia 1956 w Salford) – gitarzysta, klawiszowiec i wokalista w zespołach muzycznych Joy Division i New Order.
Pochodzi z robotniczej rodziny. W szkole poznał przyszłego basistę Joy Division i New Order Petera Hooka, z którym zaprzyjaźnił się. Obaj byli zafascynowani dokonaniami punkowej rewolucji. Właśnie na koncercie Sex Pistols poznali Iana Curtisa, z którym założyli w 1977 roku zespół Warsaw. Później z tego zespołu wykształciło się Joy Division. W zespole Sumner używał pseudonimu Bernard Albrecht i grał na gitarze oraz instrumentach klawiszowych.
Po samobójczej śmierci Curtisa Sumner już pod prawdziwym nazwiskiem założył z kolegami z Joy Division nowy zespół New Order, którego stał się liderem oraz wokalistą (nie pełnił tej roli w Joy Division). W 1989 roku założył wraz z Johnnym Marrem duet o nazwie Electronic.
W 2008 roku udzielił głosu w piosence Miracle Cure niemieckiego duetu Blank & Jones.

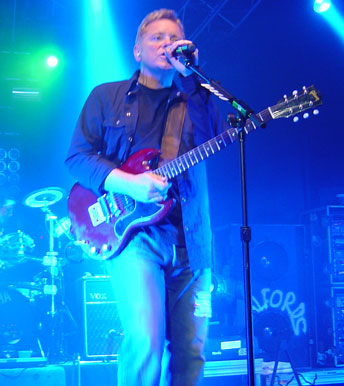
Bernard Sumner, Nowy Jork, 2005